# علي كلبي
علي كلبي هي قرية في مقاطعة كليبر، إيران. عدد سكان هذه القرية هو 33 في سنة 2006.